# Kampania stu kwiatów
Kampania stu kwiatów – zainicjowana przez Mao Zedonga w maju 1956 kampania polityczno-kulturalna w Chińskiej Republice Ludowej. Doprowadziła do chwilowej odwilży politycznej, którą szybko stłumiono.
Przeprowadzona po powstaniu ChRL w 1949 przyspieszona industrializacja kraju, kolektywizacja wsi i nacjonalizacja spowodowały silne niezadowolenie społeczne i niejednokrotnie opór. Świadom, że antagonizmy mogą przerodzić się w masowy ruch wymierzony przeciwko władzy, Mao Zedong sformułował koncepcję różnorodności prądów intelektualnych w sferze nauki i kultury, czego kulminacją był wygłoszony 27 lutego 1957 referat O właściwym traktowaniu sprzeczności w łonie ludu. Referat rozróżniał sprzeczności na antagonistyczne - nierozwiązywalne (np. konflikt klasowy między proletariatem a burżuazją) oraz nieantagonistyczne, do których należały właśnie sprzeczności w łonie ludu, możliwe do rozwiązania drogą inną niż rewolucyjna.
Naczelnym hasłem kampanii było "niech rozkwita sto kwiatów, niech współzawodniczy sto szkół!" (chin. upr. 百花齐放，百家争鸣, chin. trad. 百花齊放，百家爭鳴, pinyin bǎi huā qífàng, bǎi jiā zhēngmíng). W jej czasie ograniczono cenzurę i zachęcano inteligencję oraz aparat urzędniczy i partyjny (zwłaszcza działaczy tzw. partii demokratycznych i inteligencję bezpartyjną) do oceny, a nawet krytyki dotychczasowego postępowania partii komunistycznej na forach publicznych, w prasie i dazibao. 
Kampania stu kwiatów szybko wymknęła się spod kontroli i doprowadziła do zmasowanej krytyki KPCh i żądań rotacyjnego sprawowania władzy, ukazując rozmiar niezadowolenia społecznego. W odpowiedzi Mao Zedong zarządził w 1957 nową kampanię przeciwko prawicowcom, której ofiarami padło ponad 550 tys. osób.